# Брогрен, Стефан
Стефан Брогрен (англ. Stefan Brogren; 21 апреля 1972, Торонто, Онтарио, Канада) — канадский актёр, режиссёр и продюсер. Наиболее известен по роли Арчи «Змея» Симпсона в цикле молодёжных сериалов «Деграсси».

## Биография
Отец Стефана имеет шведское происхождение.
Брогрен начал сниматься в «Деграсси» с 10 лет, начиная с сериала «Подростки с улицы Деграсси» (1987-1991).

## Награды и номинации
| Year                   | Award           | Category                                                          | Series                        | Nominee                                              | Result    |
| ---------------------- | --------------- | ----------------------------------------------------------------- | ----------------------------- | ---------------------------------------------------- | --------- |
| 1989                   | «Джемини»       | Лучшее исполнение главной драматической роли                      | Подростки с улицы Деграсси    | Стефан Брогрен                                       | Номинация |
| 1990 год в телевидении | «Молодой актёр» | Лучший молодой актёрский ансамбль                                 | Старшеклассники Деграсси      | Исполнители главных ролей в телесериале              | Номинация |
| 2002                   | «Джемини»       | Самая горячая звезда «Джемини»                                    | Деграсси: Следующее поколение | Стефан Брогрен                                       | Номинация |
| 2010                   | «Джемини»       | Лучшая детская или молодёжная телепрограмма или сериал            | Деграсси: Следующее поколение | Создатели телесериала                                | Номинация |
| 2010                   | «Джемини»       | Лучшая режиссура детской или молодёжной телепрограммы или сериала | Деграсси: Следующее поколение | Стефан Брогрен (за 8-й эпизод 9-го сезона «Beat It») | Победа    |
| 2011                   | «Джемини»       | Лучшая детская или молодёжная телепрограмма или сериал            | Деграсси: Следующее поколение | Создатели телесериала                                | Победа    |

## Фильмография
| Год       |     | Русское название                       | Оригинальное название                     | Роль                                   |
| --------- | --- | -------------------------------------- | ----------------------------------------- | -------------------------------------- |
| 1987—1991 | с   | Подростки с улицы Деграсси             | Degrassi Junior High                      | Арчибальд Руперт (Арчи) «Змей» Симпсон |
| 1990      | с   |                                        | C.B.C.'s Magic Hour                       | игрок в баскетбол                      |
| 1992      | тф  | Старшеклассники Деграсси: Прощай школа | School's Out!                             | Арчибальд Руперт (Арчи) «Змей» Симпсон |
| 1995      | с   | Улица свободы                          | Liberty Street                            | Брэндон                                |
| 1997      | с   | Ветер в спину                          | Wind at My Back                           | Боузер                                 |
| 1997      | с   | Её звали Никита                        | La Femme Nikita                           | охранник                               |
| 1998      | ф   | Кое-что о Дэнни                        | Hairshirt                                 | Тимоти (Тим) Райт                      |
| 2001      | тф  | Жизнь с Джуди Гарлэнд                  | Life with Judy Garland: Me and My Shadows | Оскар Кэмерман                         |
| 2001      | с   | Ведьмин клинок                         | Witchblade                                | Лиман Боствик                          |
| 2001      | ф   | Фокус                                  | Focus                                     | телохранитель                          |
| 2001      | тф  | Сказочный принц                        | Prince Charming                           | Боб Уортингтон                         |
| 2001—2015 | с   | Деграсси: Новое поколение              | Degrassi: The Next Generation             | Арчибальд Руперт (Арчи) «Змей» Симпсон |
| 2004      | ф   | Отвергнутый                            | Denied                                    | Дональд                                |
| 2005      | с   | Офицер полиции                         | Kojak                                     | Терри                                  |
| 2005      | тф  | Марта за решеткой                      | Martha Behind Bars                        | федеральный агент #1                   |
| 2006      | кор | Суккуб                                 | Succubus                                  | Ларри                                  |
| 2008      | в   | Укушенный                              | Bitten                                    | бородатый мужчина                      |
| 2010      | тф  | Деграсси покоряет Манхэттен            | The Rest of My Life                       | Арчибальд Руперт (Арчи) «Змей» Симпсон |
| 2016—2017 | с   | Деграсси: Новый класс                  | Degrassi: Next Class                      | Арчибальд Руперт (Арчи) «Змей» Симпсон |